# Улица 80 Гвардейской Дивизии
Улица 80 Гвардейской Дивизии — расположена в Барнауле, Алтайский край. Первоначально именовалась как 2-я Западная, а в 1975 году была переименована в честь 80-й гвардейской Уманской ордена Суворова стрелковой дивизии.
Улица проходит по 2 районам города — Октябрьскому и Железнодорожному в северо-западном направлении от Полярной улицы до улицы Германа Титова. Длина — около 2,1 км, а ширина — от 5 до 10 м.

## История
Появление улицы связано с созданием в 1940—1950-е годы рабочих кварталов на севере города под общим названием «Поток». Жилищный фонд в своём большинстве здесь состоял из «хрущёвок» и домов барачного типа. В квартале, ограниченном улицами 80-й Гвардейской Дивизии, Северо-Западная, Червонная и проспектом Ленина, были размещены бараки женской тюрьмы и швейная фабрика «Динамо», а также казармы японских военнопленных, работавших на стройках города. В конце 1960-х — 1970-х годов тюремная территория была расчищена под строительство жилья для сотрудников МВД. Также в месте пересечения улиц 80-й Гвардейской Дивизии и Северо-Западной брал своё начало небольшой приток Пивоварки, который исчез после прокладки улицы.

## Важнейшие здания и учреждения
- Образование — средние школы № 59, № 110, Алтайский промышленно-экономический колледж, Барнаульский государственный педагогический колледж, Алтайский краевой центр профориентации, профессиональный лицей № 38;
- Медицинские учреждения — Городская больница № 8.